# ستيفن آدامز (لاعب كريكت)
ستيفن آدامز (28 أبريل 1953 في نيوزيلندا - ) (بالإنجليزية: Stephen Adams)‏ هو لاعب كريكت نيوزلندي.

## وصلات خارجية
- ستيفن آدامز على موقع إي آس بي آن كريك إنفو (الإنجليزية)